# 峰さやか
峰 さやか（みね さやか、1983年 2月21日 ‐ ）は、 日本のタレント、レースクイーン。

## 補注
1. ↑  qblo[リンク切れ]